# Lemnoideae
Las lentejas de agua, de la subfamilia Lemnoideae, forman parte de la familia Araceae (antes conocida como familia Lemnaceae) y pertenecen a las monocotiledóneas.

## Descripción
Son hierbas acuáticas o flotantes de estructura muy simple, carecen de tallo u hojas  y su aparato vegetativo se reduce a talos lenticulares (de naturaleza caulinar pero de aspecto laminar), a veces con pequeñas raíces filiformes en su cara inferior. Su reproducción es principalmente por retoños pero ocasionalmente producen flores unisexuales, reducidas a 1 estambre o al gineceo. Inflorescencias formadas por 1 o 2 flores masculinas y 1 flor femenina. Los frutos son utrículos, especie de saquitos flotantes con aire en su interior, indehiscentes o dehiscentes.
La familia está integrada por cinco géneros y unas 38 especies, que habitan las aguas dulces estancadas de una gran parte del mundo.
Las lentejas de agua son una importante fuente alimenticia para las aves acuáticas y son también consumidas por los humanos de algunas zonas del Asia suroriental.
Algunas especies se utilizan en acuarios y estanques de agua dulce donde se multiplican rápidamente, tanto, que a veces son difíciles de erradicar una vez establecidas.

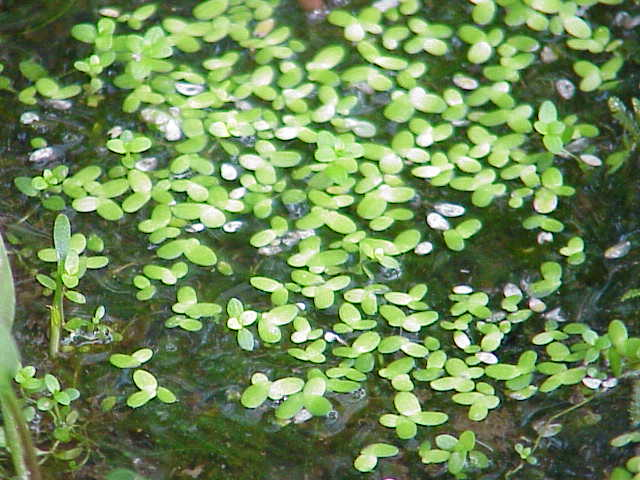
Lemna minor.

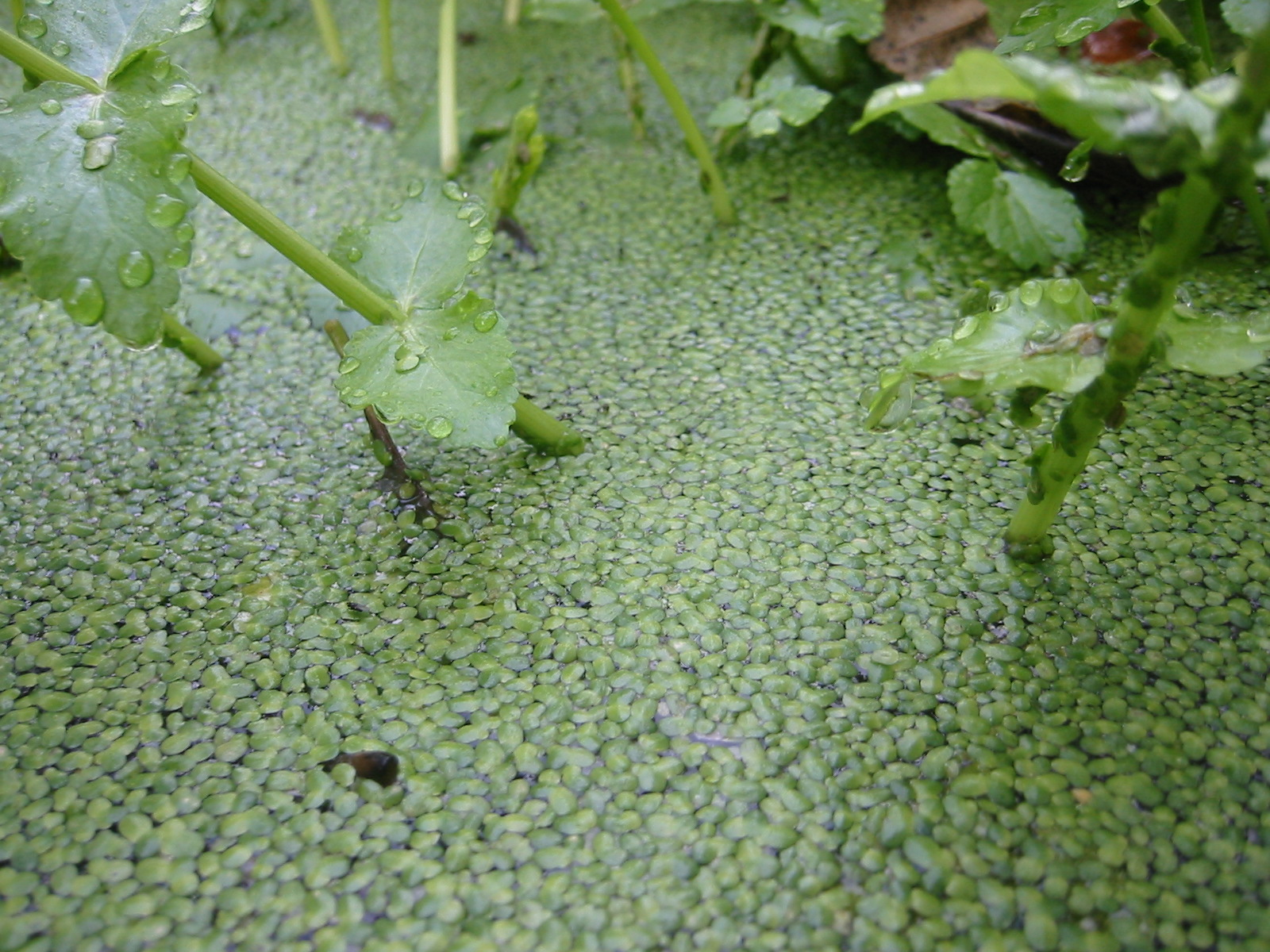
Lentejas de agua.